# Дифайънс (окръг, Охайо)
Окръг Дифайънс (на английски: Defiance County) е окръг в щата Охайо, Съединени американски щати. Площта му е 1072 km², а населението - 39 500 души (2000). Административен център е град Дифайънс. Дифайънс от английски означава - предизвикване, незачитане, открито неподчинение - и идва от името на форт със същото име. Името символизира отпора на американските заселниците спрямо индианците и англичаните.